# Smokin’ Guns
Smokin’ Guns (kurz SG) ist ein kostenloser Ego-Shooter der die Atmosphäre der Western-Filme (insbesondere aus dem Italowesterngenre) nachbildet. Das Spiel wurde ursprünglich als eine Modifikation für Quake III Arena unter dem Namen Western Quake3 entwickelt.

## Historie
Western Quake3 wurde im Zeitraum von 2001 bis 2005 von Iron Claw Interactive entwickelt. In dieser Zeit gab es zwei Hauptreleases des Spiels (1.0beta und 2.0beta) die als Modifikation bzw. Total Conversion von Quake3 lauffähig waren. Nach der Veröffentlichung der Version 2.0beta im Jahr 2003 wurde die Weiterentwicklung von Western Quake3 durch Iron Claw Interactive nicht fortgesetzt. Anfang 2005 wurde die Entwicklung im Einverständnis und mit Unterstützung durch Iron Claw Interactive von einem neuen Team übernommen, das das Spiel zunächst unter dem gleichen Namen weiterentwickelte. Es folgten weitere Releases (2.1beta von 2005 und 2.2beta 2006) von Western Quake3 durch das neue Team. Im Januar 2009 wurde das Spiel unter dem Namen Smokin’ Guns vom neuen Team, das unter dem Namen Smokin’ Guns Productions firmiert, als eigenständig lauffähige Version (Standalone-Mod) veröffentlicht. Die Umbenennung wurde vorgenommen, um rechtlichen Problemen mit der Verwendung des Namens Quake vorzubeugen. Ferner reflektiert er die Weiterentwicklung durch das neue Team seit 2005.

## Spielwelt und Spielmechanik
Im Gegensatz zu Quake gibt es in SG keinerlei Items zum Aufsammeln, da das Gameplay möglichst realistisch an den „Wilden Westen“ erinnern soll. Um an Waffen zu gelangen, muss der Spieler das „Buy-Menü“ öffnen und dort Waffen oder andere Gegenstände, wie beispielsweise Dynamit, kaufen, die jeweils unterschiedlich viel kosten. An Geld kommt man durch verschiedene Aktionen im Spiel, zum Beispiel wenn man jemanden tötet, oder indem man Geld aufsammelt, das überall auf den Karten verteilt ist.

### Lebenspunkte
Im Gegensatz zu der Vorlage Quake III Arena gibt es in Smokin' Guns keinerlei Möglichkeiten seine Lebenspunkte aufzuladen, weder durch aufsammelbare Items noch durch Loading-Stationen o. ä. Außerdem verliert der Spieler Lebenspunkte, wenn er nach einem Sprung, aus zu großer Höhe, auf dem Boden aufkommt.

## Spielmodi
In Smokin’ Guns gibt es mehrere Spielmodi, die an die klassischen, aus anderen Mehrspieler-Ego-Shootern bekannten Modi erinnern.

### Round Teamplay
Dieser Modus entspricht dem Team-Deathmatch. Hier bei handelt es sich um die einfachste Variante. Ziel ist es, alle Spieler des gegnerischen Teams zu erschießen. Einen andern Weg, eine Runde zu gewinnen, gibt es nicht.

### Bank Robbery
In Bank Robbery (sehr ähnlich dem Capture the Flag) gibt es zwei Teams: „Lawmen“ und „Outlaws“. Während das eine Team den Auftrag hat, einen Geldsack aus einem Tresor oder einem anderen Versteck, das sich meistens in der Bank befindet, zu klauen und an einen vorgeschriebenen Platz zu bringen, muss das andere Team versuchen, dies zu verhindern. Gewonnen hat ein Team entweder, wenn alle Teammitglieder aus dem gegnerischen Team tot sind oder wenn der Geldsack entwendet und zum vorgeschriebenen Platz gebracht wurde. Die Aufgaben wechseln, wenn es einem Team gelungen ist, die Runde per Bankraub zu gewinnen.

### Duel
Das Duel ähnelt in gewisser Weise Last Man Standing. Am Anfang der Runde stehen sich jeweils zwei Kombattanten gegenüber. Solange die Intromusik spielt, kann weder geschossen werden, noch kann man sich bewegen. In dieser Zeit ist es möglich Waffen zu kaufen, wobei allerdings ausschließlich Pistolen zur Verfügung stehen. Endet die Musik, sind die Pistolen im Holster, es kann nun gezogen und geschossen werden. Gewinnt ein Spieler ein Duell, bekommt er einen Stern und Geld. Der Sieger verbleibt an seiner Position und ficht dort das nächste Duel aus. Der Verlierer muss jetzt warten, bis er ein anderes Duel, an einer ggf. anderen Position auf der Map, austragen kann. Wer fünf Sterne erringen konnte, hat die Runde gewonnen.
Für diesen Modus gibt es sogenannte „Duel Maps“. Diese sind in bis zu acht verschiedene Orte unterteilt, an denen gleichzeitig Duelle ausgetragen werden können (das ergibt bis zu sechzehn Spieler je Map).

## Berichterstattung und Auszeichnungen
Über Smokin' Guns bzw. den Vorläufer Western Quake3 wurde wiederholt in einschlägigen Internet-Magazinen berichtet wie etwa von ModDB (inklusive einiger ModCasts), GameBoom, TIGSource, the Linux Game Tome und dem deutschsprachigen Internet-Magazin Extreme-Players. Western Quake3 2.0beta wurde mit dem Mod-of-the-Month Award von ModDB ausgezeichnet.